# اللباب في علوم الكتاب
اللباب في علوم الكتاب أحد كتب تفسير القران الكريم، ألفه ابن عادل الحنبلي (775 هـ - 880 هـ). يقول المؤرخ السوري عمر رضا كحالة في كتابه معجم المؤلفين: «عمر بن علي بن عادل، مفسر، ومن تصانيفه اللباب في علوم الكتاب في تفسير القران، فرغ من تأليفه 879 هـ».

## أسلوب التفسير
يبحث الكتاب في علم التفسير، وهو كتاب جمع فيه ابن عادل من أقوال العلماء في علوم القرآن الكريم، يعرض فيه لبيان معاني المفردات والأمور النحوية ووجوه الإعراب ويأتي بالشواهد الشعرية كثيرًا، ويعرض لأوجه القراءات وأقوال العلماء المفسرين في تفسير الآيات ودلالاتها، ويورد فصولًا كثيرة في أمور تتعلق بالآيات من الناحية العقدية والفقهية والوعظية وغير ذلك، وقد جاء الكتاب على شكل موسوعة علمية في علوم القرآن وتفسيره وبيانه.
كان للشوهد عند ابن عادل مكانة عليا في بناء القواعد النحوية، فهو كثير الاحتجاج بها أثناء توضيح معاني الألفاظ القرانية، ولم يكن يتناول كلمة من حيث الإعراب إلا ويأتي بشاهد من شواهد العربية عليها، وحينما يعرض لبيان معنى غريب اللغة يوضح لغته ويبسطها، كما أنه يستشهد بكثير من الأشعار التي تدلل على صحة ما يراه، وتكشف كثيرًا مما غمض من المسائل النحوية، وتفصل الخلاف بين النجاة، وترجح رأيًا على آخر، وتفيد كذلك في الجانب الصرفي، فالكتاب يعج بالاستشهادات الشعرية التي تخدم مناحي البلاغة بمفهوم شامل وأرحب. أما الأحاديث النبوية فكان ابن عادل كثيرًا ما يستشهد بها في إثبات الأحكام الشرعية.

## عناوين الكتاب
ورد عنوان الكتاب على على صور مختلفه وهي:
- اللباب في علوم الكتاب: وهذا ما أورده معظم مصنفي التراجم، وهذا ما ثبت في غلاف الكتاب، والمطبوع بدار الكتب العلمية، ثم هذا ما أثبته ابن عادل الحنبلي في مقدمة تفسيره، ومثله أيضًا جاء في فهرس مخطوطات دار الكتب الظاهرية وغيرها.
- اللباب في علم الكتاب: وهذا ما أورده الأدنه وي في طباقاته: ومثله جاء في فهرس مخطوطات مكتبة تشستر بيتي تحت رقم (3308).
- اللباب من علوم الكتاب: جاء هذا العنوان في فهرس مكتبة تشستر بيتي تحت رقم (5083)، ووجد هذا العنوان بنفس هذه الصيغة في الصفحة الأخيرة من المخطوطة المصورة على ميكروفيلم رقمه (5038) في مركز الوثائق والمخطوطات في الجامعة الأردنية.

## حجم التفسير وتحقيقه
بالنسبة لحجم كتاب اللباب في علوم الكتاب فقد تحدث عنه مصنفو كتب التراجم ممن ترجم لابن عادل الحنبلي، يقول المؤرخ العثماني حاجي خليفة: «إنه يقع في ستة مجلدات»، ويقول أحمد بن محمد الأدنه وي صاحب كتاب طبقات المفسرين: «إنه يقع في عشرة مجلدات».
يقع الكتاب مع التحقيق في عشرين مجلدًا، حيث حققه كل من عادل أحمد عبد الموجود، وعلي محمد معوض، وقام محمد سعد رمضان الذي حصل على رسالة الدكتوراه في بحثه الذي حقق فيه في تفسير اللباب من سورة مريم آية (59) إلى آخر سورة القصص. ثم قام محمد المتولي الدسوقي الذي حصل هو الآخر على رسالة الدكتوراه بتحقيق الكتاب من سورة العنكبوت إلى سورة القمر، ثم ضم كل من عادل أحمد عبد الموجود وعلي محمد معوض عمل هذين الأستاذين معهما في تحقيق التفسير.
أما فيما يخص نسخ اللباب في علوم الكتاب، فقد وجد منه أربعة عشر نسخة محفوظة في عدة مكتبات وهي كالتالي: نسخة واحدة محفوظة في المكتبة الظاهرية وهي مكتبة الأسد الآن في دمشق، واثني عشر نسخة محفوظة في دار الكتب المصرية المسماة دار الكتب والوثائق القومية في القاهرة، ونسخة واحدة محفوظة في مكتبة مدينة ملحقة بطوبقبو سراي.